# کروشچینکو (شهرستان بیشچاد)
کروشچینکو (به لهستانی:  Krościenko) یک روستا در لهستان است که در گمینا اوستژکی دولنه واقع شده‌است. کروشچینکو ۵۹۰ نفر جمعیت دارد.